# Claude Casimir-Perier
Pour les articles homonymes, voir Casimir et Périer.
Pour les autres membres de la famille, voir Famille Casimir-Perier.
Claude Casimir-Perier, de son nom complet Laurent-Pierre-Scipion-Claude Casimir-Perier, né le 17 septembre 1880 au château de Pont-sur-Seine (Aube), mort pour la France le 12 janvier 1915 à Crouy (Aisne), est un écrivain français. Il était alors capitaine du 276e régiment d'infanterie, auquel appartenait également Charles Péguy. Peu avant la Première Guerre mondiale, il a été l'actif partisan d'un développement du port de Brest comme point d'entrée du trafic transatlantique.

## Biographie

### Jeunesse et études
Claude Casimir-Périer est le fils de Jean Casimir-Perier, président de la République en 1894-1895, et d'Hélène Perier-Vitet. Il suit ses études à l'École libre des sciences politiques.
Claude Casimir-Perier est le deuxième mari de la comédienne Madame Simone, de son vrai nom Pauline Benda (cousine de Julien Benda). En 1909, ils achètent leur propriété de Trie-la-Ville.

### Parcours professionnel
Madame Simone, à laquelle il était infidèle, eut à cette époque une liaison orageuse avec le jeune chroniqueur littéraire et écrivain Alain-Fournier jusqu'à la mobilisation générale de 1914. Claude Casimir Perier avait engagé celui-ci en 1912, présenté par Péguy, afin de l'aider à la préparation d'un important ouvrage sur les relations postales et maritimes entre la France et l'Amérique.
Vu comme un intellectuel, Claude Casimir Perier ne perça pas en politique. Il échoua aux législatives de 1914 à Béziers, où il se présentait comme républicain de gauche face à un socialiste du cru, Édouard Barthe.
Capitaine au 276e régiment d'infanterie, il est mort pour la France le 12 janvier 1915 à Crouy (Aisne).
En 1915, il reçut le prix Montyon.